# Centro Criativo Além da Imaginação
O Centro Criativo Além da Imaginação esteve aberto na cidade de Niterói, no Rio de Janeiro, entre os anos 1989 e 1996. Fundado pelos polímatas Lucia Vasconcellos Abbondati e Lucio Abbondati Jr., foi um importante ponto de encontro e espaço criativo para a promoção de eventos, atividades e produtos relacionados à cultura Nerd, à arte e ao esoterismo, atraindo público de ambos os lados da Baía. Reconhecido como democrático e “para todas as tribos”, era usualmente chamado pelos frequentadores apenas de “O Além”.

## Histórico
Inicialmente aberto no 21º andar da Torre do Niterói Shopping, no centro da cidade, o espaço contava com biblioteca, ludoteca, quadrinhoteca, acervo de vídeos em cassete para exibição e aluguel, espaço para convivência, leitura e brincadeira e ainda promovia diferentes eventos como exposições de arte, exibição de filmes, lançamento de livros, palestras, cursos, campeonatos de jogos de tabuleiro, cartas e RPGs, gincanas, leituras de tarô, contação de histórias, debates entre outros . Entre os 37 serviços disponíveis, constavam: alugar e comprar livros, revistas, jogos, fanzines, quadrinhos, miniaturas e vídeos em cassete, encomendar a confecção de cosplays e participar de eventos, cursos e palestras.
O acervo da biblioteca na abertura contava com 3000 publicações e chegou a 8000 já no segundo ano. Abrangia diferentes assuntos como ficção científica, fantasia, aventura, quadrinhos, esoterismo, medicina e ufologia, chegando a cerca de 58 temas diversos, com títulos nacionais e importados. À época da abertura, a leitura no espaço era gratuita e quem desejasse alugar os livros para levar para casa deveria pagar uma inscrição mensal, tornando-se assim um associado.
O espaço recebia pessoas de diferentes áreas, a idade média dos frequentadores variando entre 12 e 35 anos, e estes eram incentivados a interagir fora de seus grupos habituais.
Em 1995, o centro criativo migrou para um casarão no bairro Vital Brazil, onde manteve suas atividades até fechar as portas em dezembro de 1996.

## Divulgação de Artistas
Segundo o casal dono do Além da Imaginação, houve desde o início a intenção de proporcionar oportunidades de exibição de diferentes formas de arte e expressão, em especial de artistas que ainda não tinham muita abertura nos espaços convencionais. O centro criativo recebeu exposições de pinturas, miniaturas, quadrinhos, fotografias, plastimodelismo, esculturas, maquetes, apresentações de teatro, música ao vivo entre outras atividades. Devido ao ambiente propício, o espaço foi frequentado por diferentes artistas, incluindo o aclamado dublador e diretor de dublagem Guilherme Briggs.
Entre algumas amostras que se destacaram nos jornais da época constam:
Uma das primeiras exposições do premiado quadrinista Marcello Quintanilha (Gaú).
Uma exposição das telas do pintor boliviano Hector Jaureg Aparício.
A festa de aniversário do espaço que contou com esquetes teatrais do produtor cultural Robson Leitão, além de apresentações de ballet e música ao vivo.
O espetáculo de teatro e dança “O Grande Sabat - Uma Noite Além da Imaginação” apresentado no teatro da Universidade Federal Fluminense, promovido pelo Centro Criativo Além da Imaginação, abrindo o projeto “Terças Alternativas” da universidade.

## Esoterismo
O Além da Imaginação abria espaço para discussões, cursos, grupos de estudo e palestras sobre Esoterismo, além de oferecer diferentes serviços de consulta, sendo algumas oferecidas pela própria co-proprietária e taróloga, Lucia Vasconcellos. Os focos principais dos eventos eram sobre tarô, numerologia, astrologia e runas. Entre as figuras ilustres que frequentavam e que lançaram livros e participaram de eventos no local constam o cineasta, tarólogo e editor brasileiro Pedro Camargo e o numerólogo e músico Johann Heyss.

## Filmes e Séries de Televisão
O acervo de vídeos cassettes para aluguel possuía cerca de 300 títulos, com longa metragens, animes e séries de TV, incluindo Batman, Bonanza, James West, Arquivo X, Jornada nas Estrelas, Missão Impossível e Espaço 1999, entre outros. Além da possibilidade de locação, o espaço promoveu diferentes eventos como o Festival James Cameron (com sessões de filmes estendidos do diretor), a Festa do Seriadão (com exibições de National Kid, Vigilante Rodoviário e desenhos da Hanna-Barbera), com muitas brincadeiras e gincanas como competições de quem adivinhava mais trilhas sonoras.

## Jogos de tabuleiro e cartas colecionáveis
Aberto em 1989, o Centro Criativo Além da Imaginação foi a primeira locadora de jogos de tabuleiro e RPGs do Brasil. O acervo contava com uma gama variada de jogos, desde os tradicionais como Gamão, Xadrez, Dominó e Go a War, Diplomacia, Interpol, Yan (jogo) e É Proibido Falar a board games importados, como o de Dragonlance, entre outros. 
O espaço também comercializou jogos de cartas colecionáveis e promoveu torneios do jogo Magic: The Gathering.

## Jornada nas Estrelas
Teve grande relevância em particular para os adoradores da série Jornada nas Estrelas, onde os fãs podiam conversar sobre o assunto, ir fantasiados ou até encomendar os uniformes, ler livros da série, comprar produtos relacionados e assistir a exibições de episódios e filmes da franquia. O fanzine trekker do grupo Jetcom foi lançado no Além da Imaginação. Membros do grupo que o escrevia foram importantes divulgadores da franquia e participaram inclusive da tradução de obras de Jornada nas Estrelas para o português. Todo ano era realizada a Festa Anual de Jornada nas Estrelas, nas quais eram promovidas gincanas temáticas, exposições, exibições, estímulo ao cosplay e onde eram servidas comidas e bebidas afins com o seriado.

## Literatura
Além de contar com o acervo para aluguel, o Centro Criativo Além da Imaginação montou numerosas iniciativas para estímulo à leitura. Foram realizados lá, lançamentos de livros de temáticas variadas, visando dar espaço tanto para novos autores nacionais quanto para anunciar a chegada de títulos estrangeiros que foram trazidos para o Brasil. Dentre os eventos mais notáveis, houve destaque nos jornais para:
O I Concurso Nacional de Contos de Ficção Científica e Fantasia (1990) promovido pelo próprio Além da Imaginação que recebeu contos de autores de diferentes estados e que publicou os 10 selecionados como melhores em 1991, no livro Tukalash.
A Festa do Dia do Livro Infantil (1992), em parceria com o Grupo Grafite e o Duerê, com diferentes atividades para estimular o interesse das crianças para a leitura.
O Projeto Editoras (1992), que visava estreitar laços entre os leitores e os profissionais do ramo literário, dentre eles autores, ilustradores e tradutores. O projeto abriu em parceria com a Editora Record.

## RPGs e livros-jogos
A difusão dos Role-playing games foi amplamente incentivada no espaço, que disponibilizava para aluguel livros de Dungeons and Dragons, AD&D, GURPS, Lobisomem, Vampiro: A Máscara, Buck Rogers, X-Men, entre outros, todos importados à época. As edições em português foram sendo incorporadas ao acervo conforme o lançamento no Brasil. O espaço recebeu em Niterói o lançamento da versão traduzida da coleção de livros-jogos “Aventuras Fantásticas” de Ian Livingstone e Steve Jackson, trazida pela editora Marques Saraiva.
O grupo de jogadores que ficou mais conhecido era formado por 20 jovens, entre 17 e 20 anos, autointitulado “A Guilda”. A partir de seus encontros surgiu um clube que chegou a promover eventos no espaço e publicar fanzines com dicas para disseminar a prática dos RPGs. O Além da Imaginação promoveu desde campeonatos a workshops para os interessados no assunto, ensinando mecânicas de jogo, como criar personagens e montar narrativas. E foi o local de lançamento do 1º RPG brasileiro, Tagmar.

## Saúde
Tendo como coproprietário um clínico geral homeopata, o centro criativo cedeu lugar para palestras e cursos ministrados por diversos profissionais de saúde como psicólogos, neurologistas, nutricionistas, homeopatas, terapeutas florais, entre outros.

## Ufologia
Palestras sobre ufologia, debates, exposições de arte com temática de seres extraterrestres e cursos sobre civilizações perdidas sob essa perspectiva ocorreram no local.